# Fakúszó béka
A fakúszó béka (Dendrobates) a kétéltűek (Amphibia) osztályának közé sorolt nyílméregbéka-félék (Dendrobatidae) családjának egyik neme.

## Előfordulása
Fajai előfordulási területe Közép- és Dél-Amerikában élnek az Andoktól keletre Amazóniáig.

## Megjelenése, felépítése
Nyelve megnyúlt, hátul szabad és be nem vágott. Fogai nincsenek. Szembogara harántul tojásdad. Dobhártyája többé-kevésbé látható.
Ujjainak utolsó perce „T” alakú.
Bőre fémfénnyel csillog; rajzolata élénk színű. Bőre mérgező váladékot termel.

## Életmódja, élőhelye
Csak a trópusokon él. Bár különféle módokon, de valamennyi faja gondoskodik ivadékairól.

## Rendszertani helyzete
Korábban ebbe a békanembe több mint 40 faj tartozott, azonban nagymértékű átrendszerezések során a Dendrobates nemben már csak öt faj maradt. A többieket a következő nemekbe helyezték át: Oophaga, Ranitomeya, Andinobates és Phyllobates.
A megmaradt öt faj:
- arany fakúszóbéka vagy aranyos nyílméregbéka (Dendrobates auratus) (Girard, 1855)
- sárgaszalagos nyílméregbéka (Dendrobates leucomelas) Steindachner, 1864
- Dendrobates nubeculosus Jungfer & Böhme, 2004
- festőbéka (Dendrobates tinctorius) (Cuvier, 1797) - típusfaj
  - kék nyílméregbéka (Dendrobates tinctorius azureus) (Hoogmoed, 1969) - korábban önálló fajnak vélték
- sárgacsíkos nyílméregbéka (Dendrobates truncatus) (Cope, 1861)

## Fordítás
- Ez a szócikk részben vagy egészben  a   Dendrobates című angol Wikipédia-szócikk ezen változatának fordításán alapul.  Az eredeti cikk szerkesztőit annak laptörténete sorolja fel. Ez a jelzés csupán a megfogalmazás eredetét és a szerzői jogokat jelzi, nem szolgál a cikkben szereplő információk forrásmegjelöléseként.